# La Preuve du contraire
Albums de Jonatan Cerrada
Siempre 23
(2003)
La Preuve du contraire est le second album de Jonatan Cerrada.

## Liste des titres
1. Intro
2. Libre comme l'air
3. J'apprends
4. Interlude d'automne
5. Un dimanche d'automne
6. La preuve du contraire
7. Cinéjo (Interlude)
8. Ne m'en veux pas
9. Le chaud et le froid
10. Pas le temps
11. Interludio
12. Ruban noir
13. L'innocence
14. On ne connaît personne
15. Mon paradis
16. Amore

- CD Bonus :

1. Pas le temps
2. Un dimanche d'automne
3. Con los años que me quedan

## Classements
| Pays              | Meilleure position | Semaines classées |
| ----------------- | ------------------ | ----------------- |
| France            | 29                 | 7                 |
| Belgique Wallonie | 25                 | 12                |
| Suisse            | -                  | -                 |